# Ctenocella sasappo
Ctenocella sasappo är en korallart som först beskrevs av Peter Simon Pallas 1766.  Ctenocella sasappo ingår i släktet Ctenocella och familjen Ellisellidae. Inga underarter finns listade i Catalogue of Life.